# Zaro Ağa
Zaro Ağa, (16 de febrero de 1764 - 29 de junio de 1934) fue un hombre kurdo célebre por su afirmación de ser uno de los seres humanos más longevos de la historia, por lo que tendría 170 años cuando murió.
Hay un debate en cuanto a su edad real al morir. En su libro de 1976 Arthur C. Custance cita un artículo de noticias de la revista Revision del 22 de diciembre de 1938, en el que cita un número de casos de individuos que alcanzaron edades notables, entre los cuales estaba incluido un kurdo llamado Zaro Ağa que murió en los Estados Unidos en 1933 a la edad de 160 años. Sin embargo, según el certificado de defunción de parte de su médico turco, la edad de Zaro Aga fue de 157. (Fue de 170 años realmente) Murió en Estambul en junio de 1934, aunque también llegó a existir cierta confusión sobre el lugar de fallecimiento, probablemente porque el cuerpo fue enviado de inmediato a Nueva York para su estudio científico. El informe de la investigación científica publicado por Walter Bowerman en 1939, indicaba que Zaro Agha tenía en realidad alrededor de 97 años.

## Vida
Nació en Bitlis, Mutki, Gunde Meydan, en el Kurdistán perteneciente a la Turquía otomana, trabajó como obrero de la construcción cuando era joven, y luego se trasladó a Estambul, donde trabajó como portero y finalmente se retiró como conserje. Fue una gran atracción para la prensa durante sus últimos años como el hombre más anciano del mundo y viajó a varios países, incluido Estados Unidos, el Reino Unido, Italia y Francia. 
Zaro Aga fue recibido dos veces por Mustafa Kemal Ataturk, a quien llamó "sultán" y según el periódico turco Taraf le dijo que había hecho un buen trabajo pero supuestamente le criticó el haberle dado mucha libertad a las mujeres. Según la agencia Reuters de Estambul, fue examinado por varios médicos con rayos X y por el estado de sus huesos consideraron que no tenía más de 120 años, lo que enojó al anciano que tiró a las caras de los doctores su certificado de nacimiento.
Afirmó haber conocido a Napoleón, luchado en seis guerras y batirse en la batalla de Plevna con cien años. No estaba seguro de si se había casado once o doce veces pero aseguró tener aproximadamente 36 hijos. Dijo que los dientes se le cayeron cuando Napoleón III fue derrotado en Sedán (1870). No bebía ni fumaba y era casi vegetariano. Tenía puntos de vista conservadores, prefiriendo que las mujeres llevaran el cabello y faldas largos y que en Turquía debían permanecer dentro de sus hogares, lejos de la vista de extraños.
Aga vivió en un relativo anonimato hasta 1930, cuando alguien oyó sobre sus encuentros con Napoleón y decidió llevarlo de gira por Estados Unidos como el hombre más viejo del mundo, presentándolo como "La Octava Maravilla del Mundo" o "El Supercentenario Kurdo". Ganó fama y fortuna exhibiéndose en circos y el circuito de ferias y carnaval. El propio Aga se negó a creer la afirmación de otro anciano chino, Li Ching-Yuen, que decía tener 252 años.
Finalmente, Zaro Aga tuvo que regresar a casa porque su esposa Kudret, de sesenta años, con quien tenía catorce hijos, amenazó con denunciarlo por abandono. Regresó a su trabajo como portero en la cafetería del ayuntamiento local. Lo que le quedaba de vida la pasó hablando a los clientes del café no ya sobre sus encuentros con Napoleón, sino sobre sus viajes a Londres y Nueva York.